# Chequamegon Bay
Chequamegon Bay är en vik i Lake Superior, strax söder om Madeline Island. Viken utgör en del av gränsen mellan Ashland County och Bayfield County i delstaten Wisconsin.
Vid Chequamegon Bay fanns den första historiskt belagda europeiska bosättningen i Wisconsin. Franska handelsmän byggde omkring 1660 ett litet blockhus vid platsen och 1665 grundade jesuitprästen Claude-Jean Allouez en missionsstation i närheten av blockhuset.